# Hofzug Kaiser Wilhelms II.

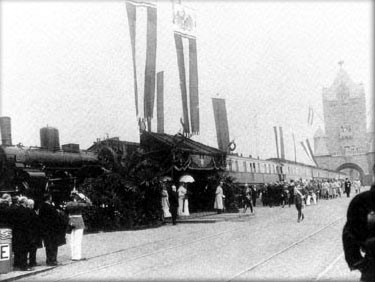
Hofzug Kaiser Wilhelms II. bei der Einweihung der Kaiserbrücke in Mainz 1904

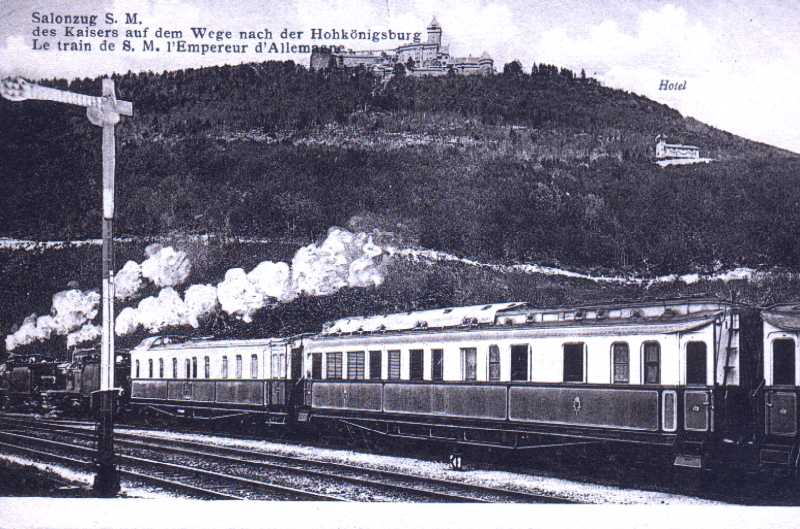
Hofzug Kaiser Wilhelms II. vor der Hohkönigsburg, die im Auftrag des Kaisers renoviert wurde.

Der Hofzug Kaiser Wilhelms II. diente dem deutschen Kaiser Wilhelm II. als vielgenutztes Landtransportmittel während seiner Herrschaft (1888–1918).

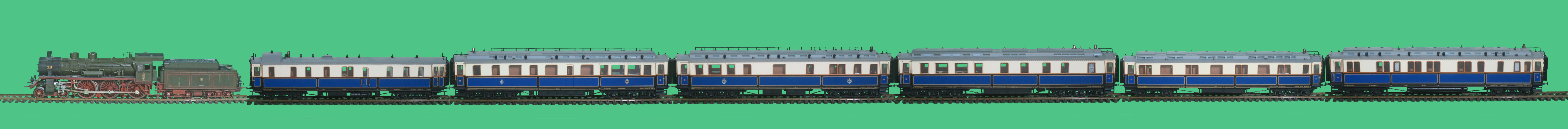
Modell des Kaiserzuges von Märklin

## Vorgängerzug

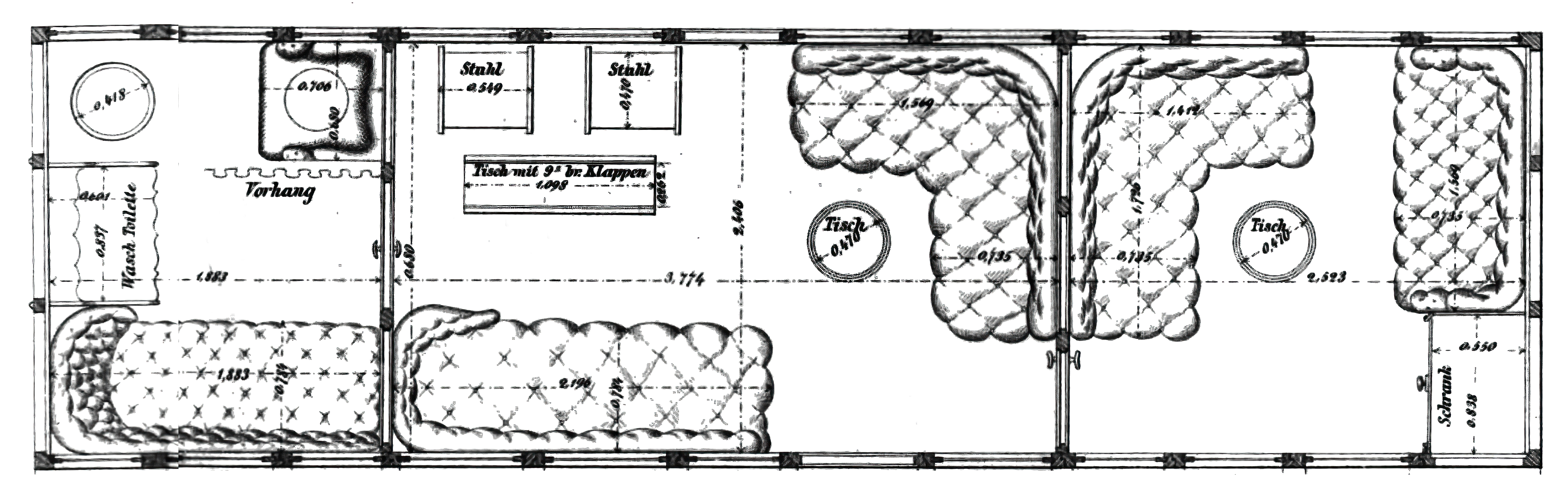
Salonwagen für Wilhelm I., Ende 1860er Jahre

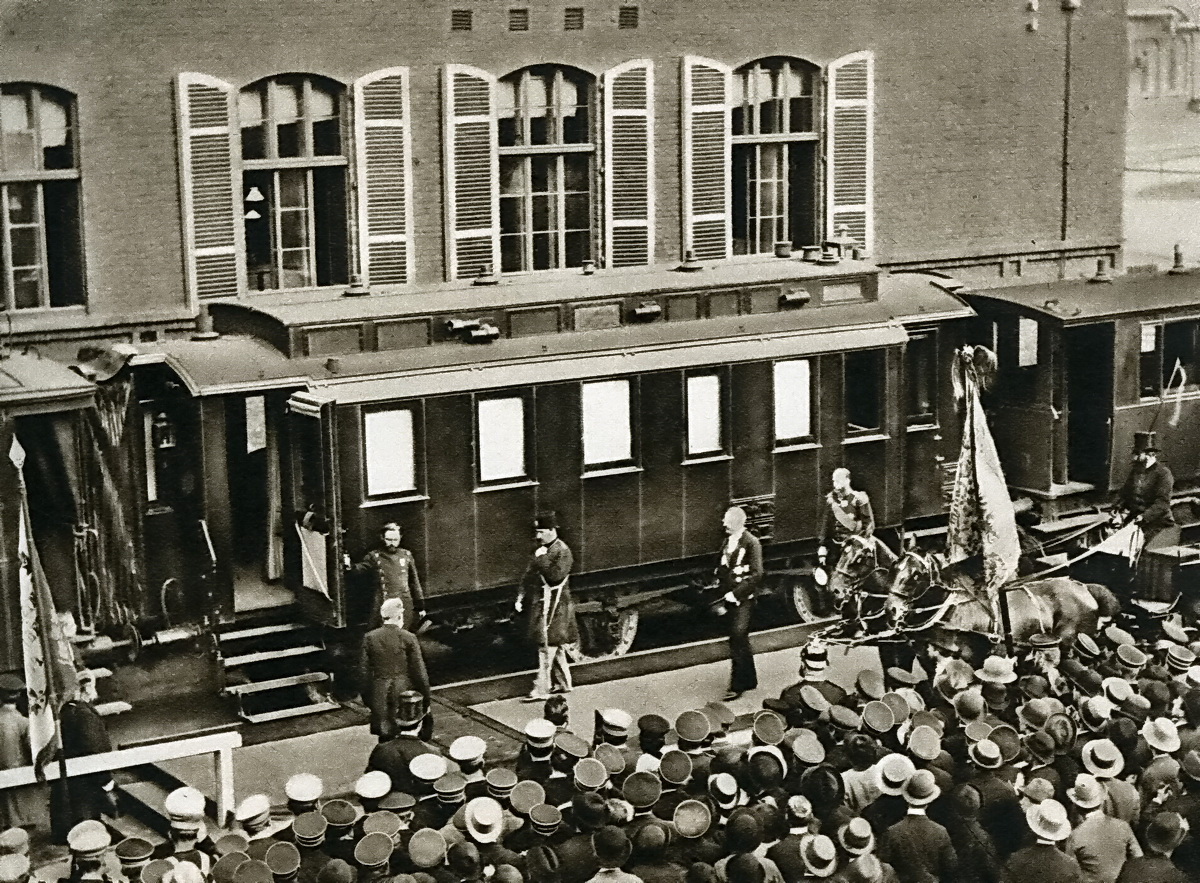
Salonwagen des ersten preußischen Hofzuges, hier genutzt von Nāser ad-Din Schah bei einem Besuch der Krupp-Werke in Essen 1889

Die privatrechtlich organisierten Eisenbahngesellschaften, die in Preußen im 19. Jahrhundert die ersten Eisenbahnstrecken errichteten, hielten Salonwagen vor, die bei Bedarf vermietet oder zur Verfügung gestellt wurden, auch für den Bedarf des preußischen Hofes. Im Gegensatz zu vielen anderen Staaten beschaffte aber der preußische Hof unabhängig von den Bahnverwaltungen ab 1857 eigene Salonwagen, die zusammengestellt als Hofzug genutzt wurden. Hierbei handelte es sich um zwei- und dreiachsige Fahrzeuge, die in den Jahren bis 1886 beschafft wurden. Die Fahrzeuge entsprachen in ihrer technischen Ausstattung und dem Aufbau dem jeweils neuesten Standard für Reisezugwagen des Fernverkehrs und waren teilweise mit Faltenbälgen als Übergang zwischen den Wagen ausgestattet. Die Wagen waren kastanienbraun lackiert. Die älteren dieser Wagen genügten ab den 1880ern den angepassten technischen Vereinbarungen des Vereins Deutscher Eisenbahnverwaltungen für den Verkehr außerhalb von Preußen nicht mehr oder durften in schnell fahrende Züge nicht mehr eingestellt werden.

## Hofzug Kaiser Wilhelms II.

### Fahrzeuge

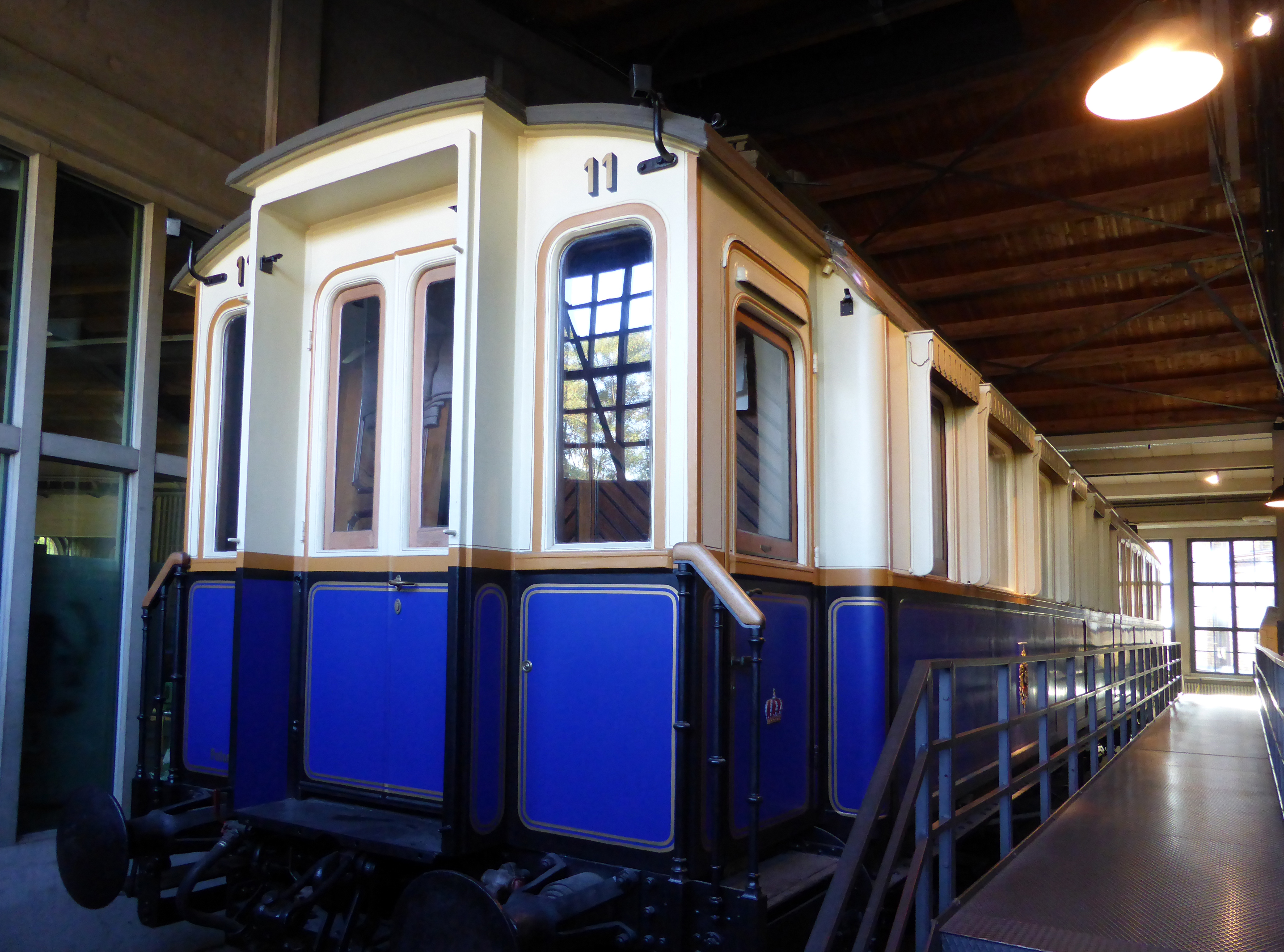
Salonwagen 1 für Kaiser Wilhelm II.

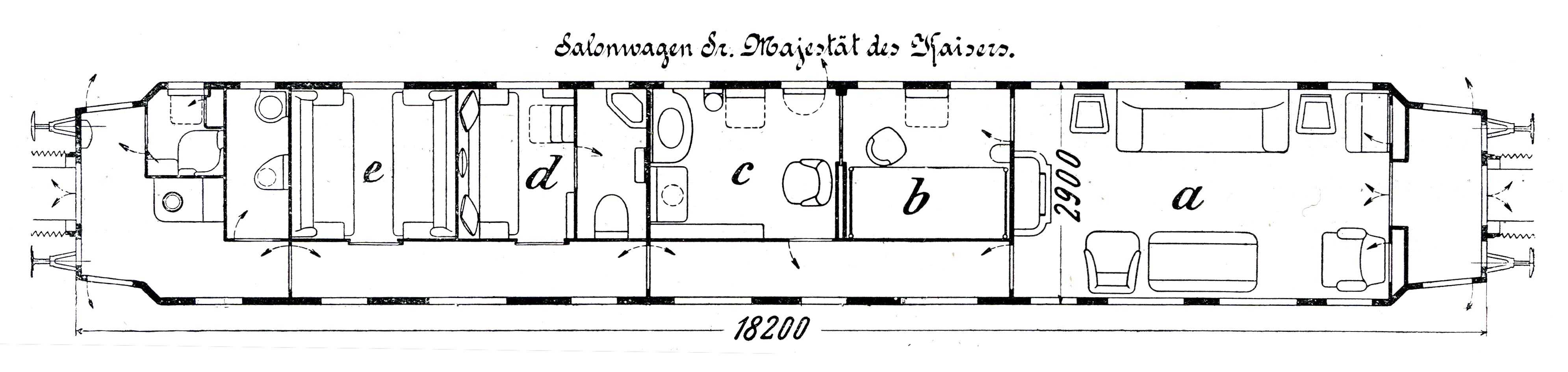
Salonwagen Nr. 1 für Kaiser Wilhelm II., Grundriss

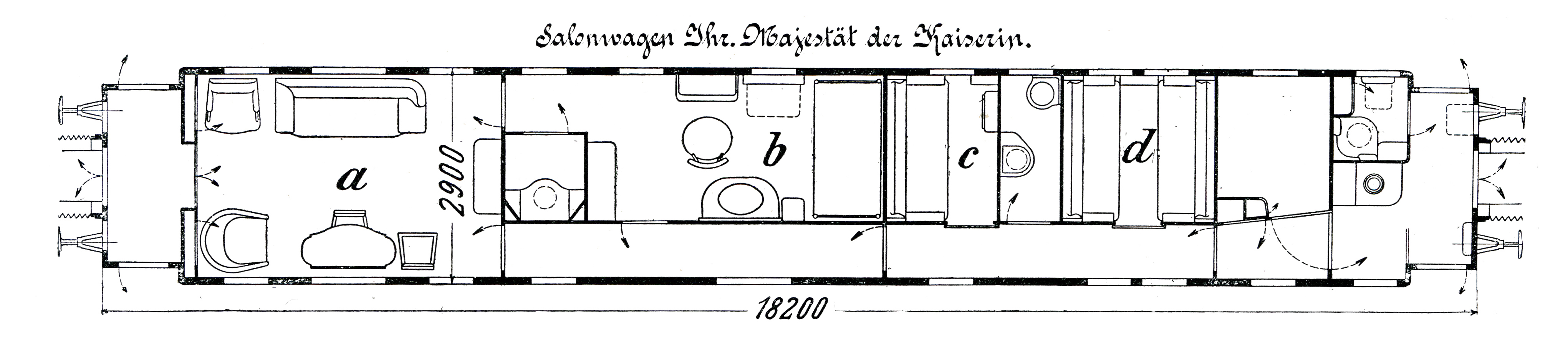
Salonwagen der Kaiserin Auguste Victoria, Grundriss

Für den als reisefreudig bekannten Kaiser und aufgrund des Erfordernisses, für den Hofzug technisch moderne Fahrzeuge zu haben, die auch nicht-preußische Strecken befahren durften, begann 1889 der Bau neuer Wagen für den Hofzug. Hergestellt wurden diese bei Linke-Hofmann in Breslau. Für den Salonwagen des Kaisers und den der Kaiserin wurden in der Hauptwerkstatt Potsdam zunächst Modelle im Maßstab 1:1 errichtet, die diese besichtigten, bevor sie zum Bau freigegeben wurden und an denen die Handwerker die Inneneinrichtung auf Funktionsfähigkeit und Aussehen testen konnten. „Geld und Zeit spielten keine Rolle.“
Von der Bauart her waren diese neuen Wagen an die preußischen Durchgangszug-Wagen der Zeit angelehnt und zeigten im äußeren Erscheinungsbild das dafür typische Laternendach. Die Wagen waren in gemischter Holz-Stahl-Bauweise mit stahlarmierten Holzträgern ausgeführt. Ausgestattet waren sie sowohl mit Westinghouse- als auch mit Saugluft- und Henrybremse. Die Wagen hatten einklappbare Stufen an den Türen, fugenlose Faltenbälge, Gasglühlicht und batteriegespeiste Zusatzbeleuchtung. Die Wagen waren intern durch ein Telefonsystem verbunden. Im Gegensatz zu Durchgangszug-Wagen hatten sie aber zum Teil statt zweiachsiger dreiachsige Drehgestelle der preußischen Regelbauart und einen auffällig beige/blauen Außenanstrich. Die Innenausstattung wurde von Otto Lessing im Stil des Historismus gestaltet.
Zwischen 1889 und 1917 entstanden insgesamt 30 Wagen für den Hofzug. Dies waren neben den beiden Hofsalonwagen, von denen je einer der Nutzung durch den Kaiser und die Kaiserin Auguste Viktoria vorbehalten war, weitere Salonwagen, Gefolgewagen, Küchen- und Speisewagen, Packwagen, sowie 1917, als letztes Fahrzeug, ein Telegrafenwagen. Sowohl der Kaiser als auch die Kaiserin erhielten im Laufe der 30-jährigen Regierungszeit Wilhelms II. neuere Fahrzeuge, der Kaiser 1889, 1902 und 1904. Der Wagen von 1889 lief bis 1904 als Wagen Nr. 1 der Preußischen Staatseisenbahnen.
Darüber hinaus gab es weitere Salonwagen, die nicht zum Hofzug zählten, etwa der Salonwagen des Kronprinzen Wilhelm von Preußen (Baujahr 1905) – heute als Seminarraum in der Akademie für Führungskräfte der Deutschen Bahn (DB Akademie GmbH) im Kaiserbahnhof Potsdam genutzt – oder zwei Salonwagen des Prinzen Heinrich von Preußen, die in Kiel stationiert waren.
Heimatbahnhof des Zuges, der „Hofbahnhof“, war die Hauptwerkstatt Potsdam. Dort gab es einen, später zwei „Hofwagenschuppen“, um die Fahrzeuge witterungssicher abstellen und warten zu können.

### Verwendung in der Monarchie
Der Hofzug wurde für Kaiser Wilhelm II. mindestens 500 Mal eingesetzt. Diese häufige Nutzung und die ständigen Reisen des „Reisekaisers“ – er verbrachte mindestens neun Monate des Jahres außerhalb seiner Residenzstädte Berlin und Potsdam – reizte auch zu Kritik. So wurde, in Anlehnung an den Beginn des Textes der ersten Strophe der deutschen Kaiserhymne, die Spottversion „Heil Dir im Sonderzug …“ kolportiert.

Über die Reisen des Kaisers hinaus wurde der Zug z. B. auch für getrennte Reisen der Kaiserin, genutzt. Der Hofzug verkehrte nach einer eigenen Betriebsordnung, den „Vorschriften für die Reisen Höchster und Allerhöchster Herrschaften“, zuletzt vom 1. April 1907. Aus Sicherheitsgründen lief als Knautschzone für den Fall eines Auffahrunfalls zwischen der Lokomotive und Zug immer ein Packwagen. Angesichts der extrem starken Überwachung solcher Fahrten verwundert es nicht, dass kaum Zwischenfälle bekannt sind. Es wird von einem Heißläufer am Küchenwagen (Nr. 8) berichtet, der sich am 24. August 1891 ereignete. Der Wagen musste im Bahnhof Luckenwalde aus dem Zug herausrangiert werden, was zu einer Verspätung von 75 Minuten führte, worüber der Kaiser „sehr ungehalten“ gewesen sei. Am 12. September 1896 ereignete sich der wohl dramatischste Unfall, als ein Schnellzug die an zweiter Stelle eingereihte Lokomotive des im Bahnhof Löbau (Sachs) stehenden Hofzugs rammte. 

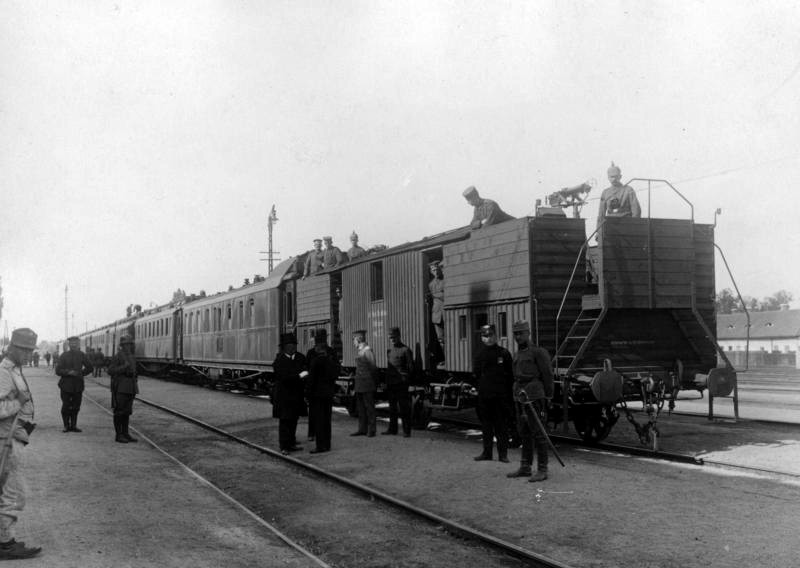
Kaiserlicher Sonderzug mit militärischem Schutzwagen während des Ersten Weltkriegs, Hermannstadt

Fahrplan für den Hofzug Kaiser Wilhelm II.

Lageplan für den Kaiserempfang 1895 in Wœrth:
Oben: Wagen des Hofzugs
Mitte: Empfangszelt
Dunkelgraue Flächen: Roter Teppich
Links unten am Zelt vermerkt: „Rampe zum Besteigen des Pferdes“

Im Ersten Weltkrieg verkehrte der Hofzug – in anderer Zusammensetzung als zu Friedenszeiten – unter der Bezeichnung „Zug der O.H.L.“ (Obersten Heeresleitung). Zur Tarnung wurde der Zug grün gestrichen. Der Kaiser nutzte ihn zum letzten Mal auf deutschem Boden Ende Oktober 1918 für seine als Flucht nach Spa bezeichnete
Abreise aus dem Neues Palais in Potsdam, bei einer Fahrt von Kassel über Paderborn und Essen (wo er vor Arbeitern der Friedrich Krupp AG sprach) nach Spa, wo die OHL logierte. Nachdem in Berlin die Republik ausgerufen worden war, übernachtete der (nunmehr abgesetzte) Kaiser in der Nacht vom 9. auf den 10. November 1918 im Hofzug, der sich morgens um 5 Uhr in Richtung auf die Grenze der neutralen Niederlande in Bewegung setzte. Einige Mitglieder von Wilhelms Entourage folgten in Autos. Aus Sorge, der auffällige Zug könnte angegriffen werden, stieg Wilhelm nach wenigen Kilometern in La Reid südlich von Theux in eines der Autos um, von denen man die kaiserlichen Standarten entfernt hatte. Auf dem Bahnsteig im niederländischen Grenzort Eijsden wartete er stundenlang auf die Gewährung zur Aufnahme ins Exil. Der Hofzug wurde zwischenzeitlich in Rotterdam abgestellt, die Niederländer schickten den Zug im März 1919 zurück nach Potsdam.

### Spätere Verwendung
Ab 1920 wurden die noch verbliebenen älteren, dreiachsigen Wagen an die Verschrottungsfirma Erich am Ende in Berlin-Weißensee verkauft, die sie teilweise verschrottete, teilweise an Privatbahnen verkaufte, die sie als Bahndienstfahrzeuge verwendeten. Die anderen wurden zum Teil ebenfalls zu Bahndienstfahrzeugen der Staatsbahn umgebaut. Sieben der Gefolgewagen kaufte 1921 die MITROPA und ließ sie in ihrem Ausbesserungswerk Gotha zu Schlaf- und Speisewagen umbauen. Ab 1922 setzte die MITROPA sie in Luxuszügen ein: Dem Skandinavien-Schweiz-Express zwischen Sassnitz und Basel, dem Tages-Luxuszug L 198/191 München-Holland-London-Express zwischen München und Hoek van Holland und dem L 111/112 Berlin-London-Express zwischen Berlin und Hoek van Holland ab 1924. Die Luxuszüge der MITROPA waren kein wirtschaftlicher Erfolg und wurden daher bis 1926 wieder eingestellt oder in Fernschnellzüge (FD) umgewandelt. Die umgebauten Hofzugwagen fuhren noch für einige Jahre in den FD 111/112 zwischen Berlin und Hoek van Holland sowie den FD 23/24 und FD 25/26 zwischen Berlin und Hamburg. Einer der im München-Holland-London-Express eingesetzten Wagen gelangte 1938 zur Westfälischen Landes-Eisenbahn und wurde dort im Regelverkehr eingesetzt.

## Heutiger Verbleib
- Der Salonwagen Nr. 1 (ab 1904: Berlin 11) des Kaisers kann heute im Deutschen Technikmuseum Berlin besichtigt werden.[17]
- Ein Hofsalonwagen Nr. 2a der Kaiserin steht heute im Betriebsmuseum von Linke-Hofmann-Busch in Salzgitter.
- Ein weiterer Hofsalonwagen der Kaiserin (Berlin 2) hat im Laufe der Zeit seine originale Innenausstattung verloren und steht heute als Konferenzraum der Akademie für Führungskräfte der Deutschen Bahn in deren Konferenzsaal, der früheren Bahnsteighalle des Kaiserbahnhofs Potsdam.[18]
- Der Salonwagen des Kronprinzen Nr. 20 (heute im Eigentum des Eisenbahn-Kurier-Verlags, Freiburg im Breisgau)[19], den später auch noch der erste Bundespräsident, Theodor Heuss, nutzte, ist erhalten, die Originalausstattung allerdings verloren. Er ist im Süddeutschen Eisenbahnmuseum in Heilbronn ausgestellt.
- Der Herrengefolgewagen Nr. 5A des Hofzuges diente als Messwagen des Lokomotiv-Versuchsamts Grunewald, später in Halle/Saale und dann der VES-M Halle als Ferienheim auf Usedom. Er wird heute von den Usedomer Eisenbahnfreunden e. V. betreut.

## Trivia
Seit etwa 1902 bot Märklin Modelleisenbahnwagen des Hofzugs an. Eventuell hat auch Rock & Graner Modelle des Hofzugs produziert.